# バルクシュテット (ニーダーザクセン)
バルクシュテット (ドイツ語: Bargstedt) は、ドイツ連邦共和国ニーダーザクセン州のシュターデ郡に属す町村（以下、本項では便宜上「町」と記述する）で、ザムトゲマインデ・ハルゼフェルトを構成する自治体の一つである。

## 地理
この町は2つの地区からなる。バルクシュテットとオーレンゼンである。これに加えてフランケンモーアとルストホープの集落もこの町に属す。

## 行政

### 議会
この町の議会は13議席からなる。

### 首長
町長はCDUのトーマス・ヴィーブッシュである。

### 紋章
この町の紋章は1960年に制定された。
図柄: 青い盾型で上向きアーチ状の緑の基部を持つ。緑の基部中に、銀の剣が向かって左向きに横たえられている。基部の上には洗礼盤があり、そこから3枚の葉が付いた菩提樹の枝が伸びている。洗礼盤も菩提樹も銀色である。
意味: 集落名の表記は中世初期には「Bergstede」または「Berckstede」であったのが現在の「Bargstedt」に変化したのである。上向きアーチ状の基部は名前の一部「Barg」を示している（Berg ＝ 山）。

## 文化と見所

### 建築
プロテスタントの聖プリムス教会は1801年に完成したホール式教会であり、1959年に鐘楼が塔の替わりとなった。特筆すべきは1970年にチャールズ・クローデルによって製作されたステンドグラスである。

## 引用
1. ↑  Landesamt für Statistik Niedersachsen, LSN-Online Regionaldatenbank, Tabelle A100001G: Fortschreibung des Bevölkerungsstandes, Stand 31. Dezember 2023